# Helle Sofie Sagøy
Helle Sofie Sagøy (* 19. Januar 1998) ist eine norwegische Badmintonspielerin. Sie startet im Parabadminton in der Startklasse SL4 im Einzel, Doppel und Mixed und bereitet sich auf die Teilnahme an den Sommer-Paralympics 2020 in Tokio vor.

## Sportliche Laufbahn
Helle Sofie Sagøy wurde mit einer Dysmelie geboren und trägt rechts eine Unterschenkelprothese. Sie begann im Alter von neun Jahren mit dem Parabadminton. 2013 nahm Sagøy in Dortmund an ihrer ersten Badminton-Weltmeisterschaft für Behinderte teil und unterlag im Einzel-Finale der Inderin Parul Dalsukhbhai Parmar. Im als Rundenturnier ausgetragenen Doppel siegte sie mit Katrin Seibert in allen drei Spielen und gewann Gold. Bei der Badminton-Europameisterschaft für Behinderte 2014 in Murcia gewann Sagøy im Einzel und im Mixed mit dem Engländer Bobby Griffin Gold. Im Einzel-Finale der Parabadminton-WM 2015 bezwang Sagøy die Französin Faustine Noël. Im Doppel gewann sie mit Katrin Seibert alle vier Gruppenspiele und gewann dadurch ebenfalls Gold. Die Badminton-Europameisterschaft für Behinderte 2018 in Rodez brachte Sagøy Gold im Einzel, durch einen Finalsieg über Faustine Noël. Mit Katrin Seibert besiegte sie im Doppel-Finale das französisch-dänische Duo Coraline Bergeron und Cathrine Rosengren. Schließlich holte sie sich mit Jan-Niklas Pott Bronze im Mixed. Bei der von asiatischen Spielern dominierten Parabadminton-WM 2019 in Basel konnte Sagøy Bronze im Einzel gewinnen. Im Januar 2023 wurde sie bei der norwegischen Sportgala Idrettsgallaen als „Parasportlerin des Jahres“ ausgezeichnet.